# Lekunberri
Lekunberri – gmina w Hiszpanii, w Nawarze, o powierzchni 6,71 km². W 2011 roku gmina liczyła 1463 mieszkańców.